# Louis Althusser
Louis Pierre Althusser (18. října 1918 Birmandreis u Alžíru, Alžírsko – 22. října 1990 Paříž) byl francouzský filozof. Platí za jednoho z nejvlivnějších evropských marxistických filozofů 60. a 70. let 20. století. Mimo jiné byl učitelem osobností jako Michel Foucault, Jacques Derrida a Nicos Poulantzas.

## Život a dílo
Po studiu na prestižní École Normale Supérieure v Paříži se stal profesorem filozofie. Oproti v té době ve Francii převládajícím interpretacím Marxe, které se opíraly především o raného Marxe a jeho Ekonomicko-filosofické rukupisy z roku 1844, zdůraznil, že Marxův filosofický význam spočívá především v jeho pozdním díle, zejména v Kapitálu, který Althusser interpretuje prostřednictvím tzv. symptomálního čtení. Významná je Althusserova teorie ideologie a ideologických státních aparátů, na kterou řada teoretiků navazovala a dále ji rozvíjela (mezi jinými Slavoj Žižek, Judith Butlerová, Terry Eagleton, Waren Montag, Fredric Jameson aj.). Althusser byl členem Francouzské komunistické strany (PCF), nicméně jeho postoj k této straně byl po většinu jeho života velmi kritický. Předmětem Althusserovy kritiky bylo především nedostatečné vyrovnání se komunistických stran se stalinismem (navzdory přijetí kritiky „kultu osobnosti“) a orientace komunistických stran na tzv. „teoretický humanismus“, který (PCF) přijala jako svou oficiální doktrínu a který podle Althussera nevede k praktickému humanismu, ale spíše ideologicky maskuje mnohdy nehumanistické praktiky komunistických stran, orientuje tyto strany k liberalistické ideologii a vede je k reformismu v rámci ustaveného systému. Své teoretické postoje však v rámci komunistické strany neprosadil. Kritika francouzské komunistické strany později vyústila v jeho knize Co déle nesmí přetrvávat v komunistické straně. V rámci své teorie Althusser prosazoval (podobně jako tehdy vlivný strukturalistický přístup) tzv. „teoretický antihumanismus“, tedy názor, že společenská analýza má vycházet primárně z analýzy společenské struktury, nikoli z kategorií jako je „subjekt“, „člověk“, „vědomí“ apod. Tím se stavěl proti přístupu fenomenologickému, existencialistickému a marxistickým interpretacím vycházejícím z raného Marxe. Althusserův důraz na strukturu vedl k tomu, že býval označován jako „strukturalistický marxista“, byť sám strukturalismus odmítal s tím, že jeho (tj. Althusserovo) pojetí struktury nevychází ze strukturalismu, ale z Marxe a ze Spinozy.

## Rodina
Během válečných let se u Althussera rozvinula psychóza schizoidního typu s bipolární afektivní komplikací, která vedla i k jeho četným hospitalizacím. O své životě s psychickou nemocí i o zabití manželky píše v knize Budoucnost bude dlouhá.
Jeho manželkou byla komunistická aktivistka Hélène Rytmann, kterou 16. listopadu 1980 zardousil. Před soudem za tento čin však nikdy nestál, neboť byl shledán nepříčetným a tudíž nezpůsobilým stanout před soudem.